# Can Bordes
Can Bordes es un jaciment arqueològic situat al municipi de Llagostera (Ripollès), inclòs a l'Inventari del Patrimoni Arqueològic i Paleontològic de Catalunya.

## Descripció
Aquest jaciment se situa a la zona nord-est de la Bruguera Alta (anant cap a Can Ribot) en uns antics camps de vinya amb lleugera pendent cap a la riera Verneda, tot dominant la plana de Cassà i de Llagostera.
Fou descobert i prospectat per Ramon Ribes (membre del Museu Arqueològic de Llagostera), però la primera publicació que cita aquest jaciment és de Soler i Fa l'any 1976, anomenant-lo Can Costa (actualment el nom d'un altre jaciment).
El 2007 s'hi dugué a terme una intervenció arqueològica preventiva, degut a la instal·lació d'una línia elèctrica per al Veïnat de Can Bruguera.

## Troballes
El conjunt disposa de 206 peces lítiques en sílex (de les quals 45 són útils retocats). El registre material sembla tractar-se d'una barreja de diferents èpoques. Tanmateix, el conjunt és clarament Leptolític.
L'excepció d'aquest jaciment és una ascla de quars del Paleolític mitjà o superior, localitzada en els sondejos als emplaçaments de les torres T5 i T6 de la línia elèctrica (sense més material arqueològic).